# 428694 Saule
428694 Saule è un asteroide Apollo. Scoperto nel 2008, presenta un'orbita caratterizzata da un semiasse maggiore pari a 1,6017529 au e da un'eccentricità di 0,6481882, inclinata di 19,12206° rispetto all'eclittica.
L'asteroide è dedicato alla divinità baltica Saulė.